# Gemeentelijke herindelingen in Japan
Gemeentelijke herindelingen in Japan (市町村合併, Shi Chō Son Gappei) zijn wijzigingen van de grenzen van gemeenten, binnen de gemeenten of tussen meerdere gemeenten, waarbij nieuwe gemeenten worden gevormd uit de oude.

## Recente fusies
Op 1 april 2005 had Japan 2395 autonome gemeenten. Op 1 april 2006 was hun aantal gereduceerd tot 1820. Dit was een vermindering van 40% in vergelijking met de situatie van 1999.
Het doel van de overheid is om het aantal gemeenten nog verder terug te brengen naar 1000. De overheid heeft zich geen duidelijk tijdsbestek opgelegd waarbinnen dit moet voltrokken zijn.
Op 5 april 2014 was het aantal gemeenten verder gedaald tot 1718. Van deze 1718 gemeenten hebben er 183 het statuut van dorp (村, mura of son), 790 het statuut van stad (市, shi) en 745 het statuut van gemeente (町, chō of machi)

## Sociopolitieke context
De meeste van de landelijke gemeenten van Japan zijn grotendeels afhankelijk van subsidies van de centrale overheid. Een groot deel van deze subsidies wordt besteed om de werkgelegenheid binnen de gemeente te houden via geldverslindende openbare diensten. De centrale overheid, die zelf te kampen heeft met financiële moeilijkheden, probeert via fusies het municipale systeem efficiënter te maken. Hoewel de overheid de gemeenten de vrije keuze laat bij het al dan niet herindelen van hun gemeente, dient opgemerkt te worden dat de druk van de regering soms zeer groot is om in te stemmen met een fusie.
Sommigen zien in deze herindeling een blauwdruk van federalisme (道州制, dōshūsei) voor Japan. Zij beweren dat het uiteindelijke doel is Japan te hervormen tot een unie van min of meer autonome regio's. Tot op heden is de herindeling beperkt tot gemeenten maar in de toekomst zijn er ook fusies gepland tussen prefecturen.

## Vroegere fusies
In de recente geschiedenis hebben de Japanse gemeenten reeds enkele herindelingen doorgemaakt.
De fusies van rond 2005 zijn de derde golf in deze beweging. De huidige herindeling wordt soms ook "de grote Heisei-fusie" (平成の大合併) genoemd, om het te onderscheiden van de vorige twee.
De eerste herindeling staat ook bekend als "de grote Meiji-fusie" (明治の大合併). Deze vond plaats in 1889 toen het moderne municipale systeem werd ingevoerd in Japan. Met deze herindeling werd het aantal gemeenten gereduceerd van 71314 tot 15859.
De tweede herindeling staat ook bekend als "de grote Showa-fusie" (昭和の大合併). Deze herindeling gebeurde in het midden van de jaren 1950. Het bracht het aantal gemeenten terug van 9868 in oktober 1953 tot 3472 in juni 1961.

## Benaming van de nieuwe gemeenten
Als een stad wordt samengevoegd met één of meerdere kleinere gemeenten, wordt de nieuwe naam de naam van de stad. Als er echter twee gemeenten van min of meer gelijke grootte worden samengevoegd, kunnen er problemen ontstaan. Soms wordt dit opgelost door de naam van het district te gebruiken als nieuwe naam voor de gemeente. Een andere eenvoudige oplossing is het combineren van beide namen. Deze methode, die vaak gebruikt wordt in Europa, is echter weinig gebruikelijk in Japan. Als alternatief wordt in Japan vaak de afkorting gebruikt. Zo is bijvoorbeeld, de naam voor de speciale wijk Ota (大田) van Tokio, een porte-manteau van Omori (大森) en Kamata (蒲田), de twee wijken van de stad Tokio waaruit Ota ontstaan is . De gemeente Toyoshina is een extreem voorbeeld. Het is een acroniem van de vier voormalige gemeenten: Toba, Yoshino, Shinden en Nariai.
Een andere veelgebruikte manier om een gemeente te benoemen is het gebruik van een bekende plaatsnaam met een richting. Voorbeelden zijn Kita-kyushu 'Noord-Kyushu', Higashi-osaka 'Oost-Osaka', Shikoku-chuo 'Centraal-Shikoku' en recent ook Higashi-omi 'Oost-Omi'.
Een belangrijk kenmerk van de Heisei-fusies is het toenemende gebruik van namen in hiragana.
De namen van de Japanse gemeenten werden vroeger exclusief in Kanji geschreven. De eerste 'hiragana-gemeente' was Mutsu (むつ), die hernoemd werd in 1960. In april 2006 waren er 45 gemeenten met een naam in hiragana. Voorbeelden zijn Tsukuba (つくば), Kahoku (かほく), Sanuki (さぬき), Saitama (さいたま) en Tsukubamirai (つくばみらい).

## Evolutie van het aantal gemeenten in Japan
| Jaar             | Aantal steden (-shi) | Aantal gemeenten (-cho) | Aantal dorpen (-mura) | Totaal aantal gemeenten |
| ---------------- | -------------------- | ----------------------- | --------------------- | ----------------------- |
| December 1888    | -                    | 71314                   | 71314                 | 71314                   |
| December 1889    | 39                   | 15820                   | 15820                 | 15859                   |
| Augustus 1947    | 210                  | 1784                    | 8511                  | 10505                   |
| April 1956       | 495                  | 1870                    | 2303                  | 4668                    |
| April 1965       | 560                  | 2,005                   | 827                   | 3392                    |
| April 1995       | 663                  | 1994                    | 577                   | 3234                    |
| April 2003       | 677                  | 1961                    | 552                   | 3190                    |
| April 2005       | 739                  | 1317                    | 339                   | 2395                    |
| April 2006       | 779                  | 844                     | 197                   | 1820                    |
| 1 januari 2007   | 780                  | 841                     | 195                   | 1816                    |
| 29 januari 2007  | 781                  | 836                     | 195                   | 1812                    |
| 31 maart 2007    | 782                  | 827                     | 195                   | 1804                    |
| 1 oktober 2007   | 782                  | 823                     | 195                   | 1800                    |
| 1 december 2007  | 783                  | 820                     | 195                   | 1798                    |
| 1 januari 2008   | 783                  | 819                     | 195                   | 1797                    |
| 15 januari 2008  | 783                  | 817                     | 195                   | 1795                    |
| 21 maart 2008    | 783                  | 815                     | 195                   | 1793                    |
| 1 april 2008     | 783                  | 812                     | 193                   | 1788                    |
| 1 juli 2008      | 783                  | 811                     | 193                   | 1787                    |
| 6 oktober 2008   | 783                  | 810                     | 193                   | 1786                    |
| 1 november 2008  | 783                  | 806                     | 193                   | 1782                    |
| 1 januari 2009   | 783                  | 805                     | 193                   | 1781                    |
| 23 maart 2009    | 783                  | 804                     | 193                   | 1780                    |
| 30 maart 2009    | 783                  | 802                     | 193                   | 1778                    |
| 31 maart 2009    | 783                  | 802                     | 192                   | 1777                    |
| 5 mei 2009       | 783                  | 802                     | 191                   | 1776                    |
| 1 juni 2009      | 783                  | 801                     | 191                   | 1775                    |
| 1 september 2009 | 783                  | 800                     | 191                   | 1774                    |
| 1 oktober 2009   | 783                  | 799                     | 191                   | 1773                    |
| 5 oktober 2009   | 783                  | 798                     | 191                   | 1772                    |
| 1 januari 2010   | 783                  | 789                     | 189                   | 1761                    |
| 4 januari 2010   | 784                  | 788                     | 189                   | 1761                    |
| 16 januari 2010  | 784                  | 787                     | 189                   | 1760                    |
| 1 februari 2010  | 784                  | 784                     | 187                   | 1755                    |
| 8 maart 2010     | 784                  | 783                     | 187                   | 1754                    |
| 21 maart 2010    | 784                  | 782                     | 187                   | 1753                    |
| 22 maart 2010    | 785                  | 779                     | 187                   | 1751                    |
| 23 maart 2010    | 786                  | 764                     | 185                   | 1735                    |
| 28 maart 2010    | 786                  | 764                     | 184                   | 1734                    |
| 29 maart 2010    | 786                  | 761                     | 184                   | 1731                    |
| 31 maart 2010    | 786                  | 757                     | 184                   | 1727                    |
| 1 april 2011     | 786                  | 754                     | 184                   | 1724                    |
| 1 augustus 2011  | 786                  | 753                     | 184                   | 1723                    |
| 1 oktober 2012   | 788                  | 747                     | 184                   | 1719                    |
| 5 april 2014     | 790                  | 745                     | 183                   | 1718                    |

*Bron :Ministerie van Binnenlandse Zaken en Communicatie

## Fusies sinds 2009
(Situatie op 3 september 2013) 

### Fusies in 2009
- Op 1 januari werd de gemeente Okabe aangehecht door de stad Fujieda (prefectuur Shizuoka). Het district Shida verdween na deze fusie.[3]
- Op 23 maart werd de gemeente Ninomiya aangehecht bij de stad Mōka.[3]
- Op 30 maart werden de gemeenten Kitagō en Nangō van het district Minaminaka aangehecht bij de stad Nichinan (prefectuur Miyazaki). Het district Minaminaka verdween na deze fusie.[3]
- Op 31 maart werd het dorp Seinaiji aangehecht bij het dorp Achi (prefectuur Nagano). Beide dorpen bevinden zich in het district Shimoina.[3]
- Op 5 mei werd het dorp Fujimi aangehecht door de stad Maebashi (prefectuur Gunma). Het district Seta verdween na deze fusie.[3]
- Op 1 juni werd de gemeente Yoshii (District Tano) aangehecht bij de stad Takasaki (prefectuur Gunma).[3]
- Op 1 september werd de gemeente Motoyoshi aangehecht bij de stad Kesennuma (prefectuur Miyagi).[3]
- Op 1 oktober werd de gemeente Haruhi (District Nishikasugai) aangehecht bij de stad Kiyosu (prefectuur Aichi).[3]
- Op 5 oktober werd de gemeente Kamiyūbetsu aangehecht bij de gemeente Yūbetsu (beiden in het District Monbetsu) uit de subprefectuur Abashiri (Hokkaidō).[3]

### Fusies in 2010[4]
- Op 1 januari werd de gemeente Kawai (District Shimohei) aangehecht bij de stad Miyako (prefectuur Iwate).
- Op 1 januari werden de gemeenten Shinshūshin en Nakajō (district Kamiminochi) aangehecht bij de stad Nagano (prefectuur Nagano).
- Op 1 januari werden 6 gemeenten (Kohoku en Torahime uit het District Higashiazai en Kinomoto, Nishiazai, Takatsuki en Yogo uit het District Ika) aangehecht bij de stad Nagahama (prefectuur Shiga)
- Op 1 januari werd de stad Maebaru samengevoegd met de gemeenten Shima en Nijo (district Itoshima) tot de nieuwe stad Itoshima (prefectuur Fukuoka).
- Op 4 januari kreeg de gemeente Miyoshi (三好町, Miyoshi-chō) uit het district Nishikamo het statuut van stad (shi) onder de naam みよし市,Miyoshi-shi (prefectuur Aichi). De nieuwe naam is een voorbeeld van een hiragana-gemeente.
- Op 16 januari werd de gemeente Ato (district Abu) aangehecht bij de stad Yamaguchi (prefectuur Yamaguchi).
- Op 1 februari werden de gemeenten Kurogi (黒木町, Kurogi-machi) en Tachibana (立花町, Tachibana-machi) en de dorpen Yabe (矢部村, Yabe-mura) en Hoshino (星野村, Hoshino-mura) aangehecht bij de stad Yame (prefectuur Fukuoka).
- Op 1 februari werd de gemeente Kozakai van het district Hoi aangehecht bij de stad Toyokawa (prefectuur Aichi). Het district Hoi verdween na deze fusie.
- Op 8 maart werden de gemeenten Kajikazawa en Masuho (District Minamikoma) samengesmolten tot de nieuwe gemeente Fujikawa (富士川町, Fujikawa-chō) (prefectuur Yamanashi).
- Op 21 maart werd de gemeente Azuchi (District Gamo) aangehecht bij de stad Ōmihachiman (prefectuur Shiga).
- Op 22 maart fuseerden de gemeenten Shippo, Jimokuji en Miwa van het district Ama tot de nieuwe stad Ama (prefectuur Aichi).
- Op 23 maart fuseerden de gemeenten Aira, Kajiki en Kamō van het district Aira tot de nieuwe stad Aira (姶良市, Aira-shi) (prefectuur Kagoshima).
- Op 23 maart werd de gemeente Nojiri van het district Nishimorokata aangehecht bij de stad Kobayashi (prefectuur Miyazaki).
- Op 23 maart werd de gemeente Kiyotake van het district Miyazaki aangehecht bij de stad Miyazaki (prefectuur Miyazaki). Het district Miyazaki verdween na deze fusie.
- Op 23 maart werden de gemeenten Ueki (District Kamoto) en Jōnan (District Shimomashiki) aangehecht bij de stad Kumamoto (prefectuur Kumamoto). Het district Kamoto verdween na deze fusie.
- Op 23 maart werd de gemeente Arai van het district Hamana aangehecht bij de stad Kosai (prefectuur Shizuoka). Het district Hamana verdween na deze fusie.
- Op 23 maart werd de gemeente Shibakawa van het district Fuji aangehecht bij de stad Fujinomiya (prefectuur Shizuoka). Het district Fuji verdween na deze fusie.
- Op 23 maart werden de dorpen Inba en Motono van het district Inba aangehecht bij de stad Inzai (prefectuur Chiba).
- Op 23 maart werden de gemeenten Kurihashi en Washimiya van het district Kitakatsushika en Shōbu van het district Minamisaitama aangehecht bij de stad Kuki (prefectuur Saitama).
- Op 23 maart werden de gemeenten Kisai, Kitakawabe en Otone van het district Kitasaitama aangehecht bij de stad Kazo (prefectuur Saitama). Het district Kitasaitama verdween na deze fusie.
- Op 28 maart werd het dorp Kuni van het district Agatsuma aangehecht bij de gemeente Nakanojo (prefectuur Gunma).
- Op 29 maart werden de gemeenten Ohira, Fujioka en Tsuga van het district Shimotsuga aangehecht bij de stad Tochigi (prefectuur Tochigi).
- Op 31 maart werden de gemeenten Emukae en Shikamachi van het district Kitamatsuura aangehecht bij de stad Sasebo (prefectuur Nagasaki).
- Op 31 maart werd de gemeente Hata van het district Higashichikuma aangehecht bij de stad Matsumoto (prefectuur Nagano).
- Op 31 maart werd de gemeente Kawaguchi van het district Kitauonuma aangehecht bij de stad Nagaoka (prefectuur Niigata). Het district Kitauonuma verdween na deze fusie.

### Fusies in 2011[4]
- Op 1 april werden de gemeenten Hazu, Isshiki en Kira van het district Hazu aangehecht bij de stad Nishio (prefectuur Aichi). Het district Hazu verdween na deze fusie.
- Op 1 augustus werd de gemeente Higashiizumo van het district Yatsuka aangehecht bij de stad Matsue (prefectuur Shimane).Het district Yatsuka verdween als gevolg van deze fusie.
- Op 26 september werd de gemeente Fujisawa van het district Higashiiwai aangehecht bij de stad Ichinoseki (prefectuur Iwate). Het district Higashiiwai is na deze fusie verdwenen
- Op 1 oktober werd de gemeente Hikawa van het district Hikawa aangehecht bij de stad Izumo (prefectuur Shimane). Het district Hikawa is na deze fusie verdwenen
- Op 1 oktober werd de gemeente Nishikata van het district Kamitsuga aangehecht bij de stad Tochigi (prefectuur Tochigi). Het district Kamitsuga is na deze fusie verdwenen
- Op 11 oktober werd de stad Hatogaya aangehecht bij de stad Kawaguchi (prefectuur Saitama).

### Fusies in 2012
- Op 4 januari kreeg de gemeente Nagakute (長久手町, Nagakute-chō) uit het district Aichi het statuut van stad (shi) onder de naam 長久手市,Nagakute-shi (prefectuur Aichi).[4]

### Fusies in 2014
- Op 5 april werd de gemeente Iwafune van het district Shimotsuga aangehecht bij de stad Tochigi (prefectuur Tochigi).[5]